# Hadroepistenia erwini
Hadroepistenia erwini är en stekelart som beskrevs av Gibson 2003. Hadroepistenia erwini ingår i släktet Hadroepistenia och familjen puppglanssteklar.
Artens utbredningsområde är Ecuador. Inga underarter finns listade i Catalogue of Life.